# حسین اوزکان
حسین اوزکان (ترکی استانبولی: Hüseyin Özkan؛ زادهٔ ۲۰ ژانویهٔ ۱۹۷۲) جودوکار اهل ترکیه بود.
وی در مسابقات کشوری و بین‌المللی در مجموع برندهٔ ۳ مدال طلا، ۲ مدال نقره، ۲ مدال برنز شده‌است.